# TT392
La tombe thébaine TT 392 est située à El-Assasif, dans la nécropole thébaine, sur la rive ouest du Nil, face à Louxor en Égypte.
C'est la tombe d'un inconnu, à la XXVIe dynastie.